# Zeta Crucis
Désignations
Zeta Crucis, ou ζ Crucis, est une étoile binaire de la constellation australe de la Croix du Sud. Elle est visible à l'œil nu avec une magnitude apparente de 4,06. ζ Crucis est située à environ 360 années-lumière du Soleil. Elle est membre du groupe Bas-Centaure Croix du Sud, lui-même partie de l'association Scorpion-Centaure.
C'est une étoile binaire spectroscopique à double spectre. Son spectre est celui d'une étoile bleu-blanc de la séquence principale de type spectral B2.5 V. Elle possède un faible compagnon visuel de magnitude apparente 12,49.